# Olympische Sommerspiele 2020/Radsport – Keirin (Frauen)
Der Keirin der Frauen bei den Olympischen Spielen 2020 in Tokio wurde vom 4. bis 5. August 2021 im Izu Velodrome ausgetragen.

## Ergebnisse

### 1. Runde
Die zwei Bestplatzierten von jedem Lauf qualifizierten sich direkt für das Viertelfinale, die übrigen Fahrer hatten die Möglichkeit, sich über den Hoffnungslauf für die zweite Runde zu qualifizieren.

#### Lauf 1
| Rang | Athletin            | Nation              | Defizit | Anm. |
| ---- | ------------------- | ------------------- | ------- | ---- |
| 1    | Laurine van Riessen | Niederlande         |         | Q    |
| 2    | Zhong Tianshi       | Volksrepublik China | +0,174  | Q    |
| 3    | Lee Hye-jin         | Südkorea            | +0,371  |      |
| 4    | Jessica Lee Hoi-yan | Hongkong            | +0,445  |      |
| 5    | Katy Marchant       | Großbritannien      | REL     |      |

#### Lauf 2
| Rang | Athletin             | Nation      | Defizit | Anm. |
| ---- | -------------------- | ----------- | ------- | ---- |
| 1    | Lea Sophie Friedrich | Deutschland |         | Q    |
| 2    | Darja Schmeljowa     | ROC         | +0,102  | Q    |
| 3    | Lee Wai-sze          | Hongkong    | +0,188  |      |
| 4    | Charlene du Preez    | Südafrika   | +0,309  |      |
| 5    | Coralie Demay        | Frankreich  | +0,425  |      |
| 6    | Miglė Marozaitė      | Litauen     | +1,364  |      |

#### Lauf 3
| Rang | Athletin            | Nation              | Defizit | Anm. |
| ---- | ------------------- | ------------------- | ------- | ---- |
| 1    | Kelsey Mitchell     | Kanada              |         | Q    |
| 2    | Daniela Gaxiola     | Mexiko              | +0,100  | Q    |
| 3    | Anastassija Woinowa | ROC                 | +0,119  |      |
| 4    | Bao Shanju          | Volksrepublik China | +0,206  |      |
| 5    | Emma Hinze          | Deutschland         | +0,316  |      |
| 6    | Ljubow Bassowa      | Litauen             | +0,554  |      |

#### Lauf 4
| Rang | Athletin            | Nation      | Defizit | Anm. |
| ---- | ------------------- | ----------- | ------- | ---- |
| 1    | Olena Starykowa     | Ukraine     |         | Q    |
| 2    | Yūka Kobayashi      | Japan       | +0,070  | Q    |
| 3    | Shanne Braspennincx | Niederlande | +0,105  |      |
| 4    | Ellesse Andrews     | Neuseeland  | +0,182  |      |
| 5    | Marlena Karwacka    | Polen       | +0,400  |      |
| 6    | Simona Krupeckaitė  | Litauen     | +1,093  |      |

#### Lauf 5
| Rang | Athletin         | Nation             | Defizit | Anm. |
| ---- | ---------------- | ------------------ | ------- | ---- |
| 1    | Lauriane Genest  | Kanada             |         | Q    |
| 2    | Madalyn Godby    | Vereinigte Staaten | +0,075  | Q    |
| 3    | Urszula Łoś      | Niederlande        | +0,159  |      |
| 4    | Kaarle McCulloch | Australien         | +0,365  |      |
| 5    | Marlena Karwacka | Polen              | +0,440  |      |
| 6    | Mathilde Gros    | Frankreich         | +1,126  |      |

### Hoffnungsläufe 1. Runde
Die beiden Ersten eines jeden Laufs qualifizierten sich für das Viertelfinale.

#### Lauf 1
| Rang | Athletin            | Nation     | Defizit | Anm. |
| ---- | ------------------- | ---------- | ------- | ---- |
| 1    | Ellesse Andrews     | Neuseeland |         | Q    |
| 2    | Ljubow Bassowa      | Litauen    | +0,074  | Q    |
| 3    | Lee Hye-jin         | Südkorea   | +0,133  |      |
| 4    | Jessica Lee Hoi-yan | Hongkong   | +1,005  |      |
| 5    | Miglė Marozaitė     | Litauen    | +1,241  |      |

#### Lauf 2
| Rang | Athletin           | Nation              | Defizit | Anm. |
| ---- | ------------------ | ------------------- | ------- | ---- |
| 1    | Lee Wai-sze        | Hongkong            |         | Q    |
| 2    | Kaarle McCulloch   | Australien          | +0,136  | Q    |
| 3    | Simona Krupeckaitė | Litauen             | +0,554  |      |
| 4    | Yuli Verdugo       | Mexiko              | +0,601  |      |
| 5    | Bao Shanju         | Volksrepublik China | +0,620  |      |

#### Lauf 3
| Rang | Athletin            | Nation         | Defizit | Anm. |
| ---- | ------------------- | -------------- | ------- | ---- |
| 1    | Katy Marchant       | Großbritannien |         | Q    |
| 2    | Mathilde Gros       | Frankreich     | +0,137  | Q    |
| 3    | Anastassija Woinowa | ROC            | +0,143  |      |
| 4    | Marlena Karwacka    | Polen          | +0,243  |      |
| 5    | Charlene du Preez   | Südafrika      | +0,351  |      |

#### Lauf 4
| Rang | Athletin            | Nation      | Defizit | Anm. |
| ---- | ------------------- | ----------- | ------- | ---- |
| 1    | Shanne Braspennincx | Niederlande |         | Q    |
| 2    | Emma Hinze          | Deutschland | +0,119  | Q    |
| 3    | Urszula Łoś         | Polen       | +0,119  |      |
| 4    | Coralie Demay       | Frankreich  | +0,603  |      |

### Viertelfinale
Die besten vier Athletinnen eines jeden Viertelfinales qualifizierten sich für das Halbfinale.

#### Lauf 1
| Rang | Athletin                     | Nation      | Defizit  | Anm. |
| ---- | ---------------------------- | ----------- | -------- | ---- |
| 1    | Lee Wai-sze                  | Hongkong    |          | Q    |
| 2    | Olena Starykowa              | Ukraine     | +0,029   | Q    |
| 3    | Darja Michailowna Schmeljowa | ROC         | +0,086   | Q    |
| 4    | Emma Hinze                   | Deutschland | +0,490   | Q    |
| 5    | Katy Marchant                | China       | + 41,527 |      |
| 6    | Laurine van Riessen          | Niederlande | DNF      |      |

#### Lauf 2
| Rang | Athletin             | Nation      | Defizit | Anm. |
| ---- | -------------------- | ----------- | ------- | ---- |
| 1    | Shanne Braspennincx  | Niederlande |         | Q    |
| 2    | Ellesse Andrews      | Neuseeland  | +0,052  | Q    |
| 3    | Daniela Gaxiola      | Mexiko      | +0,084  | Q    |
| 4    | Lauriane Genest      | Kanada      | +0,094  | Q    |
| 5    | Mathilde Gros        | Frankreich  | +0,312  |      |
| 6    | Lea Sophie Friedrich | Deutschland | +0,313  |      |

#### Lauf 3
| Rang | Athletin         | Nation              | Defizit | Anm. |
| ---- | ---------------- | ------------------- | ------- | ---- |
| 1    | Kelsey Mitchell  | Kanada              |         | Q    |
| 2    | Kaarle McCulloch | Australien          | +0,136  | Q    |
| 3    | Zhong Tianshi    | Volksrepublik China | +0,152  | Q    |
| 4    | Ljubow Bassowa   | Litauen             | +0,354  | Q    |
| 5    | Madalyn Godby    | Vereinigte Staaten  | +0,434  |      |
| 6    | Yūka Kobayashi   | Japan               | +0,447  |      |

### Halbfinale
Die besten drei Athletinnen eines jeden Halbfinallaufs qualifizierten sich für das Finale. Die übrigen Athletinnen fuhren um die Plätze sieben bis zwölf.

#### Lauf 1
| Rang | Athletin        | Nation              | Defizit | Anm. |
| ---- | --------------- | ------------------- | ------- | ---- |
| 1    | Olena Starykowa | Ukraine             |         | Q    |
| 2    | Ellesse Andrews | Neuseeland          | +0,017  | Q    |
| 3    | Ljubow Bassowa  | Litauen             | +0,071  | Q    |
| 4    | Daniela Gaxiola | Mexiko              | +0,097  |      |
| 5    | Lee Wai-sze     | Hongkong            | +0,153  |      |
| 6    | Zhong Tianshi   | Volksrepublik China | +0,322  |      |

#### Lauf 2
| Rang | Athletin            | Nation      | Defizit | Anm. |
| ---- | ------------------- | ----------- | ------- | ---- |
| 1    | Shanne Braspennincx | Niederlande |         | Q    |
| 2    | Kelsey Mitchell     | Kanada      | +0,277  | Q    |
| 3    | Lauriane Genest     | Kanada      | +0,315  | Q    |
| 4    | Darja Schmeljowa    | ROC         | +0,320  |      |
| 5    | Kaarle McCulloch    | Australien  | +0,400  |      |
| 6    | Emma Hinze          | Deutschland | +0,814  |      |

### Finale

#### Plätze 7–12
| Rang | Athletin         | Nation              | Zeit (min) |
| ---- | ---------------- | ------------------- | ---------- |
| 7    | Emma Hinze       | Deutschland         |            |
| 8    | Lee Wai-sze      | Hongkong            | +0,043     |
| 9    | Kaarle McCulloch | Australien          | +0,097     |
| 10   | Darja Schmeljowa | ROC                 | +0,163     |
| 11   | Daniela Gaxiola  | Mexiko              | +0,617     |
| 12   | Zhong Tianshi    | Volksrepublik China | +0,729     |

#### Plätze 1–6
| Rang | Athletin            | Nation      | Zeit (min) |
| ---- | ------------------- | ----------- | ---------- |
| 1    | Shanne Braspennincx | Niederlande |            |
| 2    | Ellesse Andrews     | Neuseeland  | +0,061     |
| 3    | Lauriane Genest     | Kanada      | +0,148     |
| 4    | Olena Starykowa     | Ukraine     | +0,396     |
| 5    | Kelsey Mitchell     | Kanada      | +0,566     |
| 6    | Ljubow Bassowa      | Ukraine     | +0,580     |

### Gesamtergebnis
| Rang           | Athlet               | Nation             | Zeit (s) Geschwindigkeit |
| -------------- | -------------------- | ------------------ | ------------------------ |
| Goldmedaille   | Shanne Braspennincx  | Niederlande        | 10,622 (67,783 km/h)     |
| Silbermedaille | Ellesse Andrews      | Neuseeland         | +0,061                   |
| Bronzemedaille | Lauriane Genest      | Kanada             | +0,148                   |
| 4              | Olena Starykowa      | Ukraine            | +0,396                   |
| 5              | Kelsey Mitchell      | Kanada             | +0,566                   |
| 6              | Ljubow Bassowa       | Ukraine            | +0,580                   |
| 7              | Emma Hinze           | Deutschland        | 11,078 (64,994 km/h)     |
| 8              | Lee Wai-sze          | Hongkong           | +0,043                   |
| 9              | Kaarle McCulloch     | Australien         | +0,097                   |
| 10             | Darja Schmeljowa     | ROC                | +0.163                   |
| 11             | Daniela Gaxiola      | Mexiko             | +0,617                   |
| 12             | Zhong Tianshi        | China              | +0,729                   |
| 13             | Mathilde Gros        | Frankreich         |                          |
| 13             | Katy Marchant        | Großbritannien     |                          |
| 13             | Madalyn Godby        | Vereinigte Staaten |                          |
| 16             | Lea Sophie Friedrich | Deutschland        |                          |
| 16             | Yūka Kobayashi       | Japan              |                          |
| 16             | Laurine van Riessen  | Niederlande        | DNF                      |
| 19             | Lee Hye-jin          | Südkorea           |                          |
| 19             | Simona Krupeckaitė   | Litauen            |                          |
| 19             | Urszula Łoś          | Polen              |                          |
| 19             | Anastassija Woinowa  | ROC                |                          |
| 23             | Coralie Demay        | Frankreich         |                          |
| 23             | Yuli Verdugo         | Mexiko             |                          |
| 23             | Marlena Karwacka     | Polen              |                          |
| 23             | Jessica Lee Hoi-yan  | Hongkong           |                          |
| 27             | Bao Shanju           | China              |                          |
| 27             | Miglė Marozaitė      | Litauen            |                          |
| 27             | Charlene du Preez    | Südafrika          |                          |